# Icon (periodico)
Icon è una rivista mensile italiana dedicata alla moda, alle tendenze, agli stili di vita e ai motori, edita da Arnoldo Mondadori Editore. Dalla nascita, nell'aprile del 2011, fino a novembre 2018 è uscito all'interno del settimanale Panorama. Viene pubblicata anche a livello internazionale dal 2013 in Spagna e dal 2018 in Australia.

## Storia

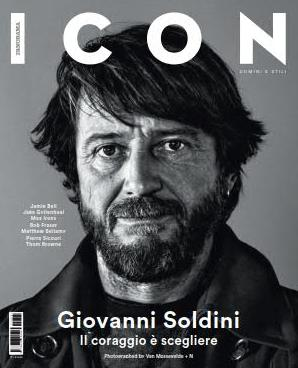
Copertina del giugno 2015 (nella foto Giovanni Soldini)

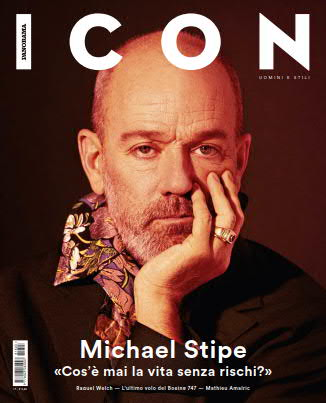
Copertina del marzo 2018 (nella foto Michael Stipe)

La rivista vede la pubblicazione della sua prima edizione nell'aprile 2011, diretto da Emanuele Farneti. Il suo stile e contenuto editoriale hanno l'obiettivo di proporre argomenti e temi dedicati alla moda e agli stili di vita dell’uomo contemporaneo e i personaggi famosi che lo rappresentano.
All'inizio del 2012 «Icon» è stata nominata "Best in Category" nella serie "Graphics" dell'Annual Design Review 2011 di «I.D. Magazine», rivista americana che ogni anno, fin dal 1954, raccoglie i migliori progetti di design nei diversi ambiti industriali. Dal 2014 al novembre 2018 la rivista è stata diretta da Michele Lupi.
Tra i collaboratori si annoverano alcune importanti firme internazionali di moda, costume, e attualità. Dal gennaio 2016 David St John-James viene nominato Fashion Director.

### Spagna
In seguito all'accordo tra Mondadori International Business, Promotora General e Ediciones El Pais, nasce l'edizione Spagnola che prevede la pubblicazione di dieci numeri all'anno.
Icon Spagna, che possiede anche un sito web dedicato, rappresenta la prima edizione internazionale del magazine Mondadori.
El Pais ha registrato una diffusione quotidiana media nel 2012 di 324 814 copie, e 15,6 milioni di utenti unici (dato di aprile 2013)

### Australia
Dopo l’affermazione sul mercato spagnolo, viene pubblicato anche in Australia con il lancio di un’edizione digitale e di un numero speciale in edizione di lusso, uscita in versione cartacea nell'ottobre 2018, pubblicato su licenza da Grace Publishing.
Membri del team, lo stilista Kim Payne direttore moda, editor Roberto Malizia, Jono Acero Castano e The Hounds.
Icon Australia parte con una raccolta pubblicitaria che coinvolge una selezione di aziende tra cui Giorgio Armani, Hermes, Cartier, Salvatore Ferragamo, Bally, Calvin Klein e Tommy Hilfiger.

## Diffusione
La rivista è presente sui canali di comunicazione off-line, con una pubblicazione periodica che conta otto edizioni all'anno e una diffusione di 200 000 copie (dati del Editore nell'anno 2016), e sui canali on-line con oltre 101.000 utenti complessivi al mese.
Possiede un pubblico gran parte maschile il 77%, pur riscontrando un 23% di pubblico femminile e produce 207.000 pagine visitate ogni mese.
Inoltre grazie ad una partnership siglata nel 2012 con la Camera Italiana Buyer Moda - The Best Shop, il giornale viene distribuito in 10 000 copie in 350 negozi italiani di abbigliamento.

## Contenuti
Icon rappresenta lo stile maschile nelle declinazioni di moda, eleganza, tendenze, personaggi famosi e prodotti.
Ogni tema è raccontato da fotografi e giornalisti. Lo stile editoriale è il filo conduttore delle pubblicazioni e le icone appartenenti a questo mondo, l’espressione del contesto di riferimento.
Le immagini della rivista sono affidate a fotografi italiani e internazionali, selezionate e rivolte ai consumi maschili, con il contributo di personaggi noti e approfondimenti di esperti del settore. La rivista si rivolge a un pubblico interessato a nuovi stili di vita, alle tendenze, ai viaggi e al made in Italy. Per le sue copertine la rivista presenta icone del cinema internazionale o personaggi del mondo dell'arte.

### Rivista cartacea
La rivista cartacea si compone di circa 200 pagine, comprensive degli spazi pubblicitari. Pubblicazioni e foto che raccontano, attraverso articoli dedicati e speciali, personaggi e notizie in merito a stili di vita, moda, motori e itinerari.
Culture club
Sezione iniziale della rivista che racconta, approfondisce e pubblica curiosità sui:
- Personaggi, sui loro piaceri, sulle loro storie, con interviste e articoli, trasgressioni e storie di stile.
- Prodotti e fashion, attraverso il racconto di tre buyer che parlano di moda, mercato e trend, attraverso l'analisi di marchi emergenti e previsioni future.
- Filantropia e mostre, approfondimenti su collezioni private, mostre in programmazione e azioni filantropiche
- Storie di stile, con curiosità, approfondimenti su mostre e iniziative, trasgressioni e risultati
- Musica, raccontando di notizie, curiosità e playlist di musicisti selezionati

Viene destinata alla parte conclusiva della sezione una pagina dedicata ai libri Book club, dove vengono indicati 5 titoli di libri in uscita selezionati dalla redazione della rivista.
Progetti Speciali, pagina dedicata ai progetti speciali e di maggiore importanza creativa/culturale di "The Icon Club"
Cover Story, attraverso articoli, interviste, fotografie, simboli e incontri, vengono raccontate le storie e le curiosità dei personaggi
Storie, dedicate a personaggi sportivi storici
Le rubriche presenti all'interno dell'edizione cartacea sono:
Style club
Piccola guida illustrata allo stile maschile, rubrica suddivisa in Restyling, Sport attitude, Outdoor, Interpretazioni, Codici street, Watch club, Must have e Drink and Food
Barber's corner
I luoghi della nuova estetica maschile, i profumi e i volti della stagione, rubrica suddivisa in Ispirazioni Vintage, Wish list, Celebrazioni e Ingredienti naturali
Brand equity
Incontri della rivista con i personaggi, le aziende e gli atelier, approfondendo stile, design, viaggi e arte, rubrica suddivisa in Suggestioni, Travelling, Rivisitazioni, Graphic style, World cup, Sinergie e Metamorfosi
Geolocator
Rubrica dedicata a viaggi non convenzionali, al racconto di luoghi ricchi di storia e di tendenze di settore, rubrica suddivisa in base alle destinazioni scelte per l'edizione della rivista
Wheels
Sezione dedicata ai motori e alla velocità rubrica suddivisa in Backstage, Graphic novel e Startup

### Sito web
All'interno del sito web della rivista, nella sezione dedicata al blog si possono leggere articoli sui temi:
- Style club, manuale del gentiluomo;
- Barber's corners, dedicato al beauty e alla cura di sé;
- Brand equity, dedicate alle aziende e agli atelier;
- Geolocator, dedicata ai viaggi, città e negozi e alle loro tendenze di moda, in base alle destinazioni scelte per l’edizione;
- Wheels, sezione dedicata ai motori e alla velocità[8].

Oltre che pubblicazioni periodiche dei blogger, Zigoi (Ricette di Architettura), Paolo Sormani (R.P.M.), Annalisa Testa (Speakeasy) e Gianni Miraglia (Il lato icon delle cose).

## Direttori
- Emanuele Farneti (dal 2011 al 2014)
- Michele Lupi (dal 2014 al novembre 2018)
- Andrea Tenerani (dal dicembre 2018 - oggi)